# Казак
 Тази статия е за селото.  За славяноезичната група в Източна Европа вижте казаци.  
Казак е село в Южна България. То се намира в община Ивайловград, област Хасково.